# Johannes Holl (Baumeister, 1512)

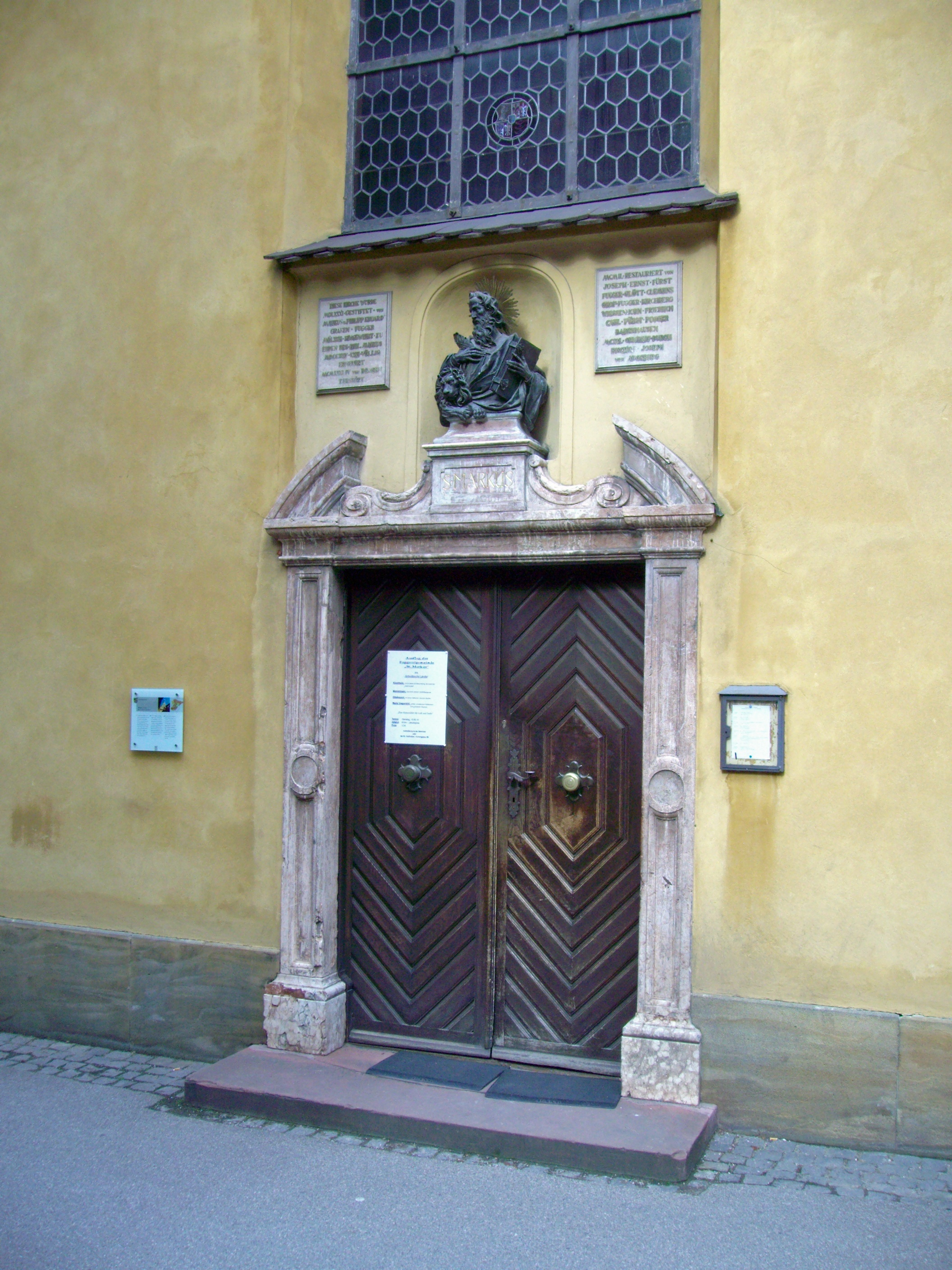
Der Eingang der von Johannes Holl errichteten Kirche „Sankt Markus“ in der Augsburger Fuggerei

Johannes „Hans“ Holl (* 1512 in Augsburg; † 1. Januar 1594 ebenda) war ein Augsburger Baumeister der deutschen Renaissance und Vater von Elias Holl.

## Leben
Johannes Holl wurde um 1512 als Sohn des Maurers Sebastian Holl (1482–1545) und seiner Frau Veronika († 1522) geboren. Durch die baumeisterliche Tradition der Familie fand Holl seine Auftraggeber im städtischen Patriziat, für die er Geschäfts- und Wohnbauten, aber auch Landschlösser errichtete.
Nur wenige seiner Bauwerke sind heute noch erhalten: In den Jahren 1573 bis 1575 erbaute er die Klosterkirche für die Franziskanerinnen von Maria Stern in Augsburg; die Kirche „Sankt Anna und Sankt Elisabeth“ wurde 1576 geweiht. Der zugehörige achteckige Turm, an dem sein ältester Sohn Jonas entscheidend mitwirkte, erhielt als Dachabschluss die erste in Deutschland erschaffene Zwiebelhaube, die von hier ausgehend im süddeutschen Raum weite Verbreitung fand. 1578 gestaltete er die gewölbte Säulenhalle des Gebäudes in der heutigen Philippine-Welser-Straße 28, die den italienischen Vorstellungen der Renaissance am nächsten kam – ansonsten pflegte er meist einen sehr eigenen Stil.
In den Jahren 1581 auf 1582 errichtete er die von Markus Fugger (1529–1597) und Philipp Eduard Fugger (1546–1618) gestiftete Kirche „Sankt Markus“ in der Fuggerei, der ältesten Sozialsiedlung der Welt.
Johannes Holl starb am 1. Januar 1594 im Alter von 81 oder 82 Jahren in seiner Geburtsstadt Augsburg.

## Nachkommen
1. ⚭ 22. August 1538 Apollonia Reichler († 1570)
  1. Jonas (1542–1623), Maurer
2. ⚭ 10. Januar 1572 Barbara Hohenauer (1537–1607)
  1. Elias (1573–1646), Baumeister
  2. Esaias (* 1580), Maurermeister